# Vajda Pál (politikus)
Vajda Pál (Újpest, 1949. augusztus 19. – 2023. november 3.) magyar villamosmérnök, politikus, országgyűlési képviselő, Budapest főpolgármester-helyettese (1994–2006) volt.

## Életpályája

### Iskolái
1981-ben diplomázott a Budapesti Műszaki és Gazdaságtudományi Egyetem Villamosmérnöki Karán.

### Pályafutása
1967–1981 között a Mahartnál villanyszerelő, 1981–1986 között fejlesztőmérnök volt. 1986–1988 között a Magyar Pamutipari Vállalat gazdaság-politikai vezetője volt. 1990–1992 között a Mahart Hajójavító fenntartási osztályvezetője, 1992–1994 között üzemgazdasági vezetője volt. 2007-től a Fővárosi Közterület-fenntartó Rt. igazgatóságának tagja volt.

### Politikai pályafutása
1973–1989 között az MSZMP tagja volt. 1988–1989 között az MSZMP IV. Kerületi Bizottságának gazdaság-politikai titkára volt. 1989-től az MSZP tagja volt. 1990-től az MSZP újpesti szervezetének elnöke volt. 1990-től IV. kerületi önkormányzati képviselő volt. 1992–1994 között a IV. kerület alpolgármestere volt. 1994-ben és 1998-ban polgármesterjelölt volt. 1994–2006 között Budapest főpolgármester-helyettese (MSZP) volt. 1994–2006 között a Fővárosi Közgyűlés tagja volt. 1998-ban és 2006-ban országgyűlési képviselőjelölt volt. 2002-ben országgyűlési képviselő (Budapest) volt.

## Díjai
- A Magyar Érdemrend tisztikeresztje (2006)